# رئیس‌جمهور ایسلند
رئیس‌جمهور ایسلند (ایسلندی: Forseti Íslands) رئیس کشور برگزیده ایسلند است. گونی یوهانسن از سال ۲۰۱۶ این سمت را برعهده دارد.
رئیس‌جمهور ایسلند توسط رای مردم برای یک دوره چهار ساله برگزیده می‌شود. محدودیت دوره وجود ندارد اما در بحث قدرت اجرایی محدودیت وجود دارد

## فهرست
| ردیف | تصویر | نام                               | پذیرش سمت    | ترک سمت        | مدت | توضیحات |
| ---- | ----- | --------------------------------- | ------------ | -------------- | --- | ------- |
| ۱    |       | سوین بیورنسون(۱۸۸۱–۱۹۵۲)          | ۱۷ ژوئن ۱۹۴۴ | ۲۵ ژانویه ۱۹۵۲ |     |         |
| ۲    |       | آوسگیر آوسگیرسون(1894–1972)       | ۱ اوت ۱۹۵۲   | ۱ اوت ۱۹۶۸     |     |         |
| ۳    |       | کریستیان الدیارن(۱۹۱۶–۱۹۸۲)       | ۱ اوت ۱۹۶۸   | ۱ اوت ۱۹۸۰     |     |         |
| ۴    |       | ویگدیس فینبوگادوتیر(زاده ۱۹۳۰)    | ۱ اوت ۱۹۸۰   | ۱ اوت ۱۹۹۶     |     |         |
| ۵    |       | اولافور راگنار گریمسون(زاده ۱۹۴۳) | ۱ اوت ۱۹۹۶   | ۱ اوت ۲۰۱۶     |     |         |
| ۶    |       | گونی یوهانسن(زاده ۱۹۶۸)           | ۱ اوت ۲۰۱۶   | ۱ اوت ۲۰۲۴     |     |         |
| ۷    |       | هالا توماسدوتیر(زاده ۱۹۶۸)        | ۱ اوت ۲۰۲۴   | متصدی          |     |         |